# Night Shift (álbum)
Night Shift es el sexto álbum de estudio de la agrupación británica Foghat, publicado en 1976. La canción "Drivin' Wheel" fue incluida en los videojuegos NASCAR 2005: Chase for the Cup, Grand Theft Auto IV: The Lost and Damned y Grand Theft Auto: The Ballad of Gay Tony.

## Lista de canciones
1. "Drivin' Wheel" (Dave Peverett, Rod Price) - 5:11/4:30
2. "Don't Run Me Down" (Peverett) - 6:32
3. "Burnin' the Midnight Oil" (Peverett) - 5:38
4. "Night Shift" (Peverett, Price) - 5:32
5. "Hot Shot Love" (Peverett) - 4:00
6. "Take Me to the River" (Al Green, Mabon "Teenie" Hodges) - 4:40/3:22
7. "I'll Be Standing By" (Peverett, Price) - 5:53
8. "New Place to Call Home" (Peverett, Price) - 2:58

## Créditos
- Lonesome Dave Peverett - voz, guitarra
- Rod "The Bottle" Price - guitarra, guitarra slide
- Roger Earl - batería
- Craig MacGregor - bajo